# Ashleigh Barty
Ashleigh Jacinta "Ash" Barty (Ipswich, Australia; 24 de abril de 1996) es una extenista profesional australiana, campeona del Torneo de Roland Garros 2019, del Campeonato de Wimbledon 2021 y del Abierto de Australia 2022; con su victoria en este último se convirtió en la primera tenista local en ganar el título después de 44 años, cuando Chris O'Neil lo consiguió en 1978. Fue número 1 del Ranking WTA. El 22 de marzo de 2022 anunció su temprana retirada del tenis a los 25 años, tras casi una década en el tenis activo.

## Carrera profesional

### 2016
Con una trayectoria muy particular, a los 18 años y tras caer derrotada en la primera ronda del Abierto de Estados Unidos 2014 decide retirarse indefinidamente del tenis profesional para competir durante 2015 en la liga profesional femenina de críquet de Australia. En 2016 Barty regresó al tenis profesional después de casi dos años sin jugar.

### 2017
Durante 2017 consiguió escalar 255 puestos en el ranking indivivual de la WTA; desde la posición 272.ª hasta la 17.ª; temporada 2017 en la que se alzó con su primera victoria en torneos WTA de categoría individual en Kuala Lumpur así como en 3 torneos de dobles en los que siempre haciendo pareja con su compatriota Casey Dellacqua.

### 2018
En 2018 llegó la consolidación de Ashleigh en el circuito, terminando el año como la 15 mejor raqueta mundial y sumando 2 títulos más WTA, los logrados en Nottingham y Zhuhai. Además también se consagró como gran doblista al ganar hasta 4 torneos más incluido su primer título de Grand Slam, al levantar el US Open junto a la estadounidense Coco Vandeweghe.

### 2019
En marzo de 2019, ganó el torneo Premier Mandatory de Miami. Con este resultado Ashleigh entró por primera vez en su carrera en el top10 de la WTA. En junio de 2019 se proclamó campeona de Roland Garros, en la categoría individual femenina, al derrotar a la checa Markéta Vondroušová por 6-1, 6-3. Con este resultado, escalaría hasta el número 2 del mundo, quedándose a un paso del número 1. Tan solo 2 semanas después, Barty ganaría en el césped de Birmingham, al derrotar en la final a la alemana Julia Görges, su tercer torneo del año y le permitiría llegar a lo más alto del ranking mundial. Se convirtió así en la 27ma. jugadora en ser número 1 del mundo y segunda australiana en lograrlo.

## Vida personal
Había comenzado una relación con su novio de años, Garry Kissick, con el cual se casó en una ceremonia secreta el 23 de julio del 2022, el 6 de enero de 2023, a través de sus redes sociales, anunció que estaba esperando a su primer hijo.
El 3 de julio de 2023, dieron la bienvenida a su hijo, Hayden Kissick Barty, por parto natural.

## Torneos de Grand Slam

### Individual

#### Títulos (3)
| Año  | Campeonato           | Oponente en la final | Resultado        |
| 2019 | Roland Garros        | Markéta Vondroušová  | 6-1, 6-3         |
| 2021 | Wimbledon            | Karolína Plíšková    | 6-3, 6-7(4), 6-3 |
| 2022 | Abierto de Australia | Danielle Collins     | 6-3, 7-6(2)      |

### Dobles

#### Títulos (1)
| Año  | Torneo            | Pareja          | Oponentes en la final           | Resultado           |
| 2018 | Abierto de EE.UU. | Coco Vandeweghe | Tímea Babos Kristina Mladenovic | 3-6, 7-6(2), 7-6(6) |

#### Finalista (5)
| Año  | Torneo               | Pareja            | Oponentes en la final                | Resultado        |
| 2013 | Abierto de Australia | Casey Dellacqua   | Sara Errani Roberta Vinci            | 2-6, 6-3, 2-6    |
| 2013 | Wimbledon            | Casey Dellacqua   | Su-Wei Hsieh Shuai Peng              | 6-7(1), 1-6      |
| 2013 | Abierto de EE.UU.    | Casey Dellacqua   | Andrea Hlaváčková Lucie Hradecká     | 7-6(4), 1-6, 4-6 |
| 2017 | Roland Garros        | Casey Dellacqua   | Bethanie Mattek-Sands Lucie Šafářová | 2-6, 1-6         |
| 2019 | Abierto de EE.UU.    | Victoria Azarenka | Elise Mertens Aryna Sabalenka        | 5-7, 5-7         |

## Juegos Olímpicos

### Dobles mixto

#### Medalla de bronce
| Año  | Torneo     | Pareja     | Oponentes en la final          | Resultado |
| 2021 | Tokio 2020 | John Peers | Nina Stojanović Novak Djokovic | w/o       |

## Títulos WTA (27; 15+12)

### Individual (15)
| Leyenda                                |
| Grand Slam (3)                         |
| Juegos Olímpicos (0)                   |
| WTA Finals (1)                         |
| WTA Elite Trophy (1)                   |
| P. Mandatory & Premier 5, WTA 1000 (3) |
| Premier, WTA 500 (5)                   |
| International, WTA 250 (2)             |

| N.º | Fecha                  | Torneo               | Superficie        | Oponente en la final | Resultado        |
| 1.  | 5 de marzo de 2017     | Kuala Lumpur         | Dura              | Nao Hibino           | 6-3, 6-2         |
| 2.  | 17 de junio de 2018    | Nottingham           | Hierba            | Johanna Konta        | 6-3, 3-6, 6-4    |
| 3.  | 4 de noviembre de 2018 | Elite Trophy         | Dura (i)          | Qiang Wang           | 6-3, 6-4         |
| 4.  | 30 de marzo de 2019    | Miami                | Dura              | Karolína Plíšková    | 7-6(1), 6-3      |
| 5.  | 8 de junio de 2019     | Roland Garros        | Tierra batida     | Markéta Vondroušová  | 6-1, 6-3         |
| 6.  | 23 de junio de 2019    | Birmingham           | Hierba            | Julia Görges         | 6-3, 7-5         |
| 7.  | 3 de noviembre de 2019 | WTA Finals           | Dura (i)          | Elina Svitólina      | 6-4, 6-3         |
| 8.  | 18 de enero de 2020    | Adelaida             | Dura              | Dayana Yastremska    | 6-2, 7-5         |
| 9.  | 7 de febrero de 2021   | Melbourne II         | Dura              | Garbiñe Muguruza     | 7-6(3), 6-4      |
| 10. | 3 de abril de 2021     | Miami                | Dura              | Bianca Andreescu     | 6-3, 4-0, ret.   |
| 11. | 25 de abril de 2021    | Stuttgart            | Tierra batida (i) | Aryna Sabalenka      | 3-6, 6-0 6-3     |
| 12. | 10 de julio de 2021    | Wimbledon            | Hierba            | Karolína Plíšková    | 6-3, 6-7(4), 6-3 |
| 13. | 22 de agosto de 2021   | Cincinnati           | Dura              | Jil Teichmann        | 6-3, 6-1         |
| 14. | 9 de enero de 2022     | Adelaida             | Dura              | Elena Rybakina       | 6-3, 6-2         |
| 15. | 29 de enero de 2022    | Abierto de Australia | Dura              | Danielle Collins     | 6-3, 7-6(2)      |

#### Finalista (6)
| N.º | Fecha                    | Torneo     | Superficie    | Oponente en la final | Resultado           |
| 1.  | 25 de junio de 2017      | Birmingham | Hierba        | Petra Kvitová        | 6-4, 3-6, 2-6       |
| 2.  | 30 de septiembre de 2017 | Wuhan      | Dura          | Caroline Garcia      | 7-6(3), 6-7(4), 2-6 |
| 3.  | 13 de enero de 2018      | Sídney     | Dura          | Angelique Kerber     | 4-6, 4-6            |
| 4.  | 12 de enero de 2019      | Sídney     | Dura          | Petra Kvitová        | 6-1, 5-7, 6-7(3)    |
| 5.  | 6 de octubre de 2019     | Pekín      | Dura          | Naomi Osaka          | 6-3, 3-6, 2-6       |
| 6.  | 8 de mayo de 2021        | Madrid     | Tierra batida | Aryna Sabalenka      | 0-6, 6-3, 4-6       |

### Dobles (12)
| Leyenda                                |
| Grand Slam (1)                         |
| Juegos Olímpicos (0)                   |
| WTA Finals (0)                         |
| P. Mandatory & Premier 5, WTA 1000 (4) |
| Premier, WTA 500 (3)                   |
| International, WTA 250 (4)             |

| N.º | Fecha                   | Torneos           | Superficie        | Pareja            | Oponentes en la final                  | Resultado           |
| --- | ----------------------- | ----------------- | ----------------- | ----------------- | -------------------------------------- | ------------------- |
| 1.  | 16 de junio de 2013     | Birmingham        | Hierba            | Casey Dellacqua   | Cara Black Marina Erakovic             | 7-5, 6-4            |
| 2.  | 24 de mayo de 2014      | Estrasburgo       | Tierra batida     | Casey Dellacqua   | Tatiana Búa Daniela Seguel             | 4-6, 7-5, [10-4]    |
| 3.  | 5 de marzo de 2017      | Kuala Lumpur      | Dura              | Casey Dellacqua   | Nicole Melichar Makoto Ninomiya        | 7-6(5), 6-3         |
| 4.  | 27 de mayo de 2017      | Estrasburgo       | Tierra batida     | Casey Dellacqua   | Hao-Ching Chan Yung-Jan Chan           | 6-4, 6-2            |
| 5.  | 25 de junio de 2017     | Birmingham        | Hierba            | Casey Dellacqua   | Hao-Ching Chan Shuai Zhang             | 6-1, 2-6, [10-8]    |
| 6.  | 1 de abril de 2018      | Miami             | Dura              | Coco Vandeweghe   | Barbora Krejčíková Kateřina Siniaková  | 6-2, 6-1            |
| 7.  | 20 de mayo de 2018      | Roma              | Tierra batida     | Demi Schuurs      | Andrea Hlaváčková Barbora Strýcová     | 6-3, 6-4            |
| 8.  | 12 de agosto de 2018    | Montreal          | Dura              | Demi Schuurs      | Yung-Jan Chan Ekaterina Makarova       | 4-6, 6-3, [10-8]    |
| 9.  | 9 de septiembre de 2018 | Abierto de EE.UU. | Dura              | Coco Vandeweghe   | Tímea Babos Kristina Mladenovic        | 3-6, 7-6(2), 7-6(6) |
| 10. | 19 de mayo de 2019      | Roma              | Tierra batida     | Victoria Azarenka | Anna-Lena Grönefeld Demi Schuurs       | 4-6, 6-0, [10-8]    |
| 11. | 25 de abril de 2021     | Stuttgart         | Tierra batida (i) | Jennifer Brady    | Desirae Krawczyk Bethanie Mattek-Sands | 6-4, 5-7, [10-5]    |
| 12. | 9 de enero de 2022      | Adelaida          | Dura              | Storm Sanders     | Darija Jurak Andreja Klepač            | 6-1, 6-4            |

#### Finalista (9)
| N.º | Fecha                   | Torneos              | Superficie    | Pareja            | Oponentes en la final                | Resultado           |
| --- | ----------------------- | -------------------- | ------------- | ----------------- | ------------------------------------ | ------------------- |
| 1.  | 25 de enero de 2013     | Abierto de Australia | Dura          | Casey Dellacqua   | Sara Errani Roberta Vinci            | 2-6, 6-3, 2-6       |
| 2.  | 7 de julio de 2013      | Wimbledon            | Heirba        | Casey Dellacqua   | Su-Wei Hsieh Shuai Peng              | 6-7(1), 1-6         |
| 3.  | 8 de septiembre de 2013 | Abierto de EE.UU.    | Dura          | Casey Dellacqua   | Andrea Hlaváčková Lucie Hradecká     | 7-6(4), 1-6, 4-6    |
| 4.  | 20 de junio de 2014     | Birmingham           | Hierba        | Casey Dellacqua   | Raquel Kops-Jones Abigail Spears     | 6-7(1), 1-6         |
| 5.  | 11 de junio de 2017     | Roland Garros        | Tierra batida | Casey Dellacqua   | Bethanie Mattek-Sands Lucie Šafářová | 2-6, 1-6            |
| 6.  | 1 de julio de 2017      | Eastbourne           | Hierba        | Casey Dellacqua   | Yung-Jan Chan Martina Hingis         | 3-6, 5-7            |
| 7.  | 26 de agosto de 2017    | New Haven            | Dura          | Casey Dellacqua   | Gabriela Dabrowski Xu Yifan          | 6-3, 3-6, [8-10]    |
| 8.  | 8 de septiembre de 2019 | Abierto de EE.UU.    | Dura          | Victoria Azarenka | Elise Mertens Aryna Sabalenka        | 5-7, 5-7            |
| 9.  | 12 de enero de 2020     | Brisbane             | Dura          | Kiki Bertens      | Su-Wei Hsieh Barbora Strýcová        | 6-3, 6-7(7), [8-10] |

## Circuito ITF (Finales)
| Torneos de $100 000 |
| Torneos de $75 000  |
| Torneos de $50 000  |
| Torneos de $25 000  |
| Torneos de $15 000  |
| Torneos de $10 000  |

### Individuales: 6 (4-2)
| Resultado | N.º | Fecha      | Torneo                  | Superficie | Rival             | Resultado   |
| --------- | --- | ---------- | ----------------------- | ---------- | ----------------- | ----------- |
| Campeona  | 1.  | 19.02.2012 | Sídney, Australia       | Dura       | Olivia Rogowska   | 6-1, 6-3    |
| Campeona  | 2.  | 26.02.2012 | Mildura, Australia      | Hierba     | Viktorija Rajicic | 6-1, 7-6(8) |
| Finalista | 3.  | 25.03.2012 | Queensland, Australia   | Tierra     | Sandra Zaniewska  | 6-7(5), 1-6 |
| Campeona  | 4.  | 17.06.2012 | Nottingham, Reino Unido | Hierba     | Tatjana Malek     | 6-1, 6-1    |
| Finalista | 5.  | 06.10.2012 | Esperance, Australia    | Dura       | Olivia Rogowska   | 0-6, 3-6    |
| Campeona  | 6.  | 28.10.2012 | Traralgon, Australia    | Dura       | Arina Rodionova   | 6-2, 6-3    |

### Dobles: 9 (9–2)
| Resultado | N.º | Fecha      | Torneo                     | Superficie | Pareja          | Rivales                                 | Resultado           |
| --------- | --- | ---------- | -------------------------- | ---------- | --------------- | --------------------------------------- | ------------------- |
| Campeona  | 1.  | 16.06.2012 | Nottingham, Reino Unido    | Hierba     | Sally Peers     | Réka-Luca Jani Maria João Koehler       | 7-6(2), 3-6, [10-5] |
| Campeona  | 2.  | 05.10.2012 | Esperance, Australia       | Dura       | Sally Peers     | Victoria Larrière Olivia Rogowska       | 4-6, 7-6(5), [10-4] |
| Finalista | 1.  | 28.10.2012 | Traralgon, Australia       | Dura       | Sally Peers     | Arina Rodionova Cara Black              | 6-2, 6-7(4), [8-10] |
| Campeona  | 3.  | 02.11.2012 | Bendigo, Australia         | Dura       | Sally Peers     | Arina Rodionova Cara Black              | 7-6(12), 7-6(5)     |
| Campeona  | 4.  | 24.11.2012 | Toyota, Mikawa, Japón      | Carpeta    | Casey Dellacqua | Miki Miyamura Varatchaya Wongteanchai   | 6-1, 6-2            |
| Campeona  | 5.  | 24.03.2013 | Innisbrook, Estados Unidos | Dura       | Alizé Lim       | Paula Cristina Gonçalves María Irigoyen | 6-1, 6-3            |
| Campeona  | 6.  | 13.04.2013 | Pelham, Estados Unidos     | Dura       | Arina Rodionova | Kao Shao-yuan Lee Hua-chen              | 6-4, 6-2            |
| Campeona  | 7.  | 14.12.2016 | Perth, Australia           | Dura       | Jessica Moore   | Alison Bai Riko Sawayanagi              | 3-6, 6-4, [10-8]    |
| Finalista | 2.  | 28.02.2016 | Port Pirie, Australia      | Dura       | Casey Dellacqua | Lee Ya-hsuan Cara Black                 | 4-6, 5-7            |
| Campeona  | 8.  | 20.03.2016 | Canberra, Australia        | Arcilla    | Arina Rodionova | Kanae Hisami Varatchaya Wongteanchai    | 6-4, 6-2            |
| Campeona  | 9.  | 25.03.2016 | Canberra, Australia        | Arcilla    | Arina Rodionova | Eri Hozumi Miyu Kato                    | 5-7, 6-3, [10-7]    |

## Grand Slam Júnior

### Individuales júnior: 1 (1–0)
| Resultado | Año  | Campeonato              | Superficie | Oponente         | Marcador final |
| --------- | ---- | ----------------------- | ---------- | ---------------- | -------------- |
| Campeona  | 2011 | Campeonato de Wimbledon | Hierba     | Irina Jromachova | 7-5, 7-6(3)    |